# John Madden (regissör)
John Philip Madden, född 8 april 1949 i Portsmouth, Hampshire, är en brittisk filmregissör.

## Filmografi i urval
- 1987 – Dröm blir mardröm
- 1990 – Min man - en mördare
- 1990 – Kommissarie Morse. Gehennas orm
- 1991 – Kommissarie Morse. Det förlovade landet
- 1992 – Kommissarie Morse. Döden passar tiden
- 1994 – Golden Gate
- 1995 – I mördarens spår. Ett barn försvinner
- 1995 – Kommissarie Morse. Vägen genom skogen
- 1996 – Inkräktarna
- 1997 – Hennes Majestät Mrs. Brown
- 1998 – Shakespeare in Love
- 2001 – Kapten Corellis mandolin
- 2005 – Proof
- 2011 – Hotell Marigold